# 왕부리새류
왕부리새류 또는 큰부리새류(toucan)는 딱따구리목 왕부리새과(Ramphastidae)에 속하는 조류의 총칭이다. 신열대구에서 발견된다. 아메리카오색조류와 가장 가깝다. 5개 속에 40여 종으로 이루어져 있다. 나무 위에서 주로 생활하며 둥지에 보통 2~21개의 흰 알을 낳는다. 나무 구멍과 딱따구리와 같은 다른 새들이 만든 구멍 속에 둥지를 만든다.

## 하위 속
- 산왕부리속 (Andigena)
- Aulacorhynchus
- 중부리속 (Pteroglossus)
- 왕부리속 (Ramphastos)
- Selenidera